# Old Good for Nuthin'
Old Good for Nuthin'  è un cortometraggio muto del 1915 diretto da George Ridgwell.

## Produzione
Il film fu prodotto dalla Vitagraph Company of America.

## Distribuzione
Distribuito dalla General Film Company, il film - un cortometraggio in una bobina - uscì nelle sale cinematografiche statunitensi il 7 ottobre 1915.